# روم دایر
روم دایر (متولد ۶ اکتبر ۱۹۹۴) یک راننده مسابقه‌ای آفریقای جنوبی است.

## حرفه

### کارتینگ
وی در ژوهانسبورگ متولد شد و در سال ۱۹۹۹ شروع به پرورش کرد و در اکثر اوقات در آفریقای جنوبی بومی شد و در سال ۲۰۱۰ کار خود را از رده‌های پایین‌تر تا پیشرفت تا رده (Rotax Max) انجام داد و در نهایت، برنده شدن فینال جام جهانی (ROK) شد.

### فرمول آباد
در سال ۲۰۱۰، دیرر به یک تک نفره فارغ‌التحصیل شد، در حال حرکت به سری جدید فرمول آباد در ایتالیا، با (Scuderia Victoria World). او به عنوان پادشاه در(Imola, Varano و Vallelunga)گل زد و فصل ۹ را به پایان رساند. روم دایر در Formula Abarth برای فصل دوم در سال ۲۰۱۱ با همان تیم باقی ماند، زمانی که این سری به دو قهرمانی زیرمجموعه‌های قهرمانی اروپا و ایتالیا تقسیم شد. [۵] اما پس از سه دوره او فصل مسابقه خود را با یک تریبون در Misano پایان داد. او فصل یازدهم را در جدول رده‌بندی قهرمانی ایتالیا به پایان رساند.

### فرمول سوم ایتالیایی
در سال 2012 De Beer همکاری خود را با (Scuderia Vittoria) به مسابقات فرمول ۳ ایتالیایی ادامه داد. او فصل دوازدهم را در جدول رده‌بندی مسابقات قهرمانی ایتالیا به پایان رساند.

### (GP3) سری
پس از از دست دادن فصل مسابقه ۲۰۱۳، دئر سپس برای تیم (Trident) در (GP3) سری ۲۰۱۴ رانندگی کرد.